# Gliese 259
Gliese 259 is een oranje dwerg in het sterrenbeeld Canis Major met magnitude van +6,688 en met een spectraalklasse van K1.V. De ster bevindt zich 48,1 lichtjaar van de zon.